# 彼女のセイイキ
『彼女のセイイキ』（かのじょのせいいき）は、2014年12月19日にfengから発売された18禁恋愛アドベンチャーゲームである。feng初の低価格ソフトとして発売されたこともあり萌えゲーアワード2014にて金賞・話題賞を受賞した。2023年3月14日にSteam版が配信された。
付録ともいえる抱き枕カバーが付属する限定版も発売された。
後に本作を起点にセイイキシリーズと呼ばれるシリーズを展開するようになり、2015年には続編である妹のセイイキが、2016年にはシリーズ三作目の学校のセイイキがそれぞれ発売されている。

## ストーリー
秋葉原からの帰り道に電車で痴漢と間違われた主人公は幼馴染の秋善冬華と再会する。誤解であるにもかかわらず、冬華は執事になるように要求してきた。しかしそれは、冬華が見栄だった。
その関係がしばらく続いた頃、冬華は「このまま主人公を尻に敷いていたら逃げられてしまうのではないか。」と思い、今度は主人公の言うことを聞くようになる。
しかしその関係も長くは続かなかった。この関係に疑問を持ち始めた主人公は冬華とこれからどのような関係になりたいからと考えた末、冬華と会うことをやめた。
12月25日、いつも通り冬華が一人寂しくアルバイトを終えた後、自身が神社にいることに気がつく。そこで冬華は約束の日であることを思い出し、同時に約束の場所に駆け出すのであった。

## 登場人物
秋善 冬華（あきよし ふゆか）
声：遥そら
主人公の小学校時代の同級生。
名瀬 ゆかな（なせ ゆかな）
声：吉住陽菜
主人公の妹で、主人公や冬華とは違う学園に通う。主人公に対して素直になれずきつく当たることがあるが、その後は決まって自己嫌悪に陥る。本作では攻略対象外ではあるものの、続編である妹のセイイキでは攻略対象。
鳳 マイカ（おおとり まいか）
声：奏雨
主人公と同じ学園の同級生。本作では攻略対象外ではあるものの、続編である学校のセイイキでは攻略対象。

## 製作スタッフ
- 原画・キャラクターデザイン - 涼香、なちゅらるとん(SD原画)
- シナリオ - なかひろ

## 主題歌
オープニングテーマ「冬に咲く華」
作詞・作曲・編曲 - 堀江晶太 / 弦編曲 - 瀬恒啓 / 歌 - 美月琴音
エンディングテーマ「夜明けのベルが鳴る」
作詞・作曲・編曲 - 堀江晶太 / 弦編曲 - 瀬恒啓 / 歌 - 安田みずほ

## 他作品への影響
本作はWhirlpoolが低価格作品『猫忍えくすはーと』を出すきっかけとなった。